# Accident du travail

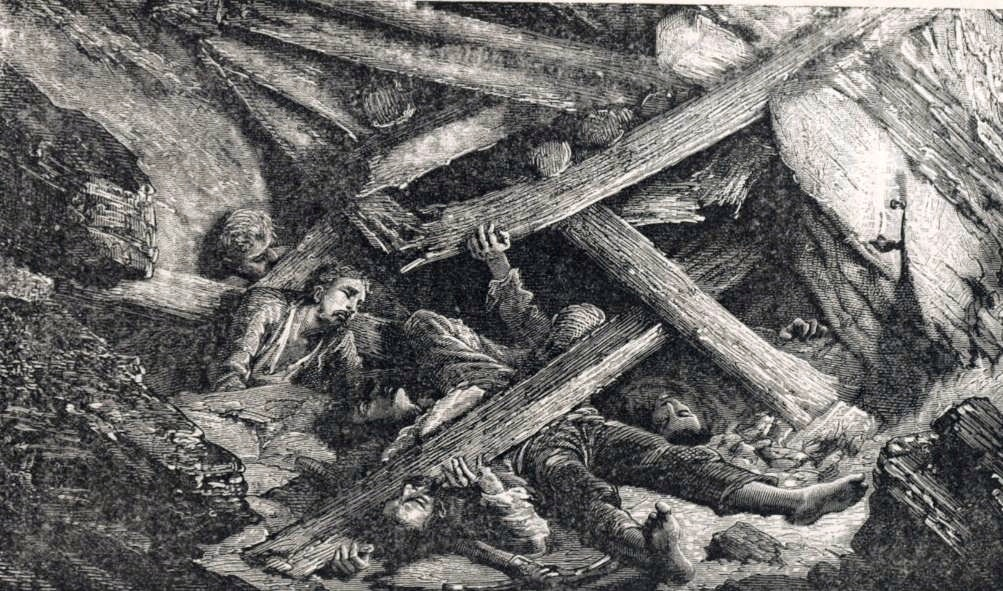
Un accident au travail au dix-neuvième siècle dans une mine, ouvrage d'Amérique du Nord.

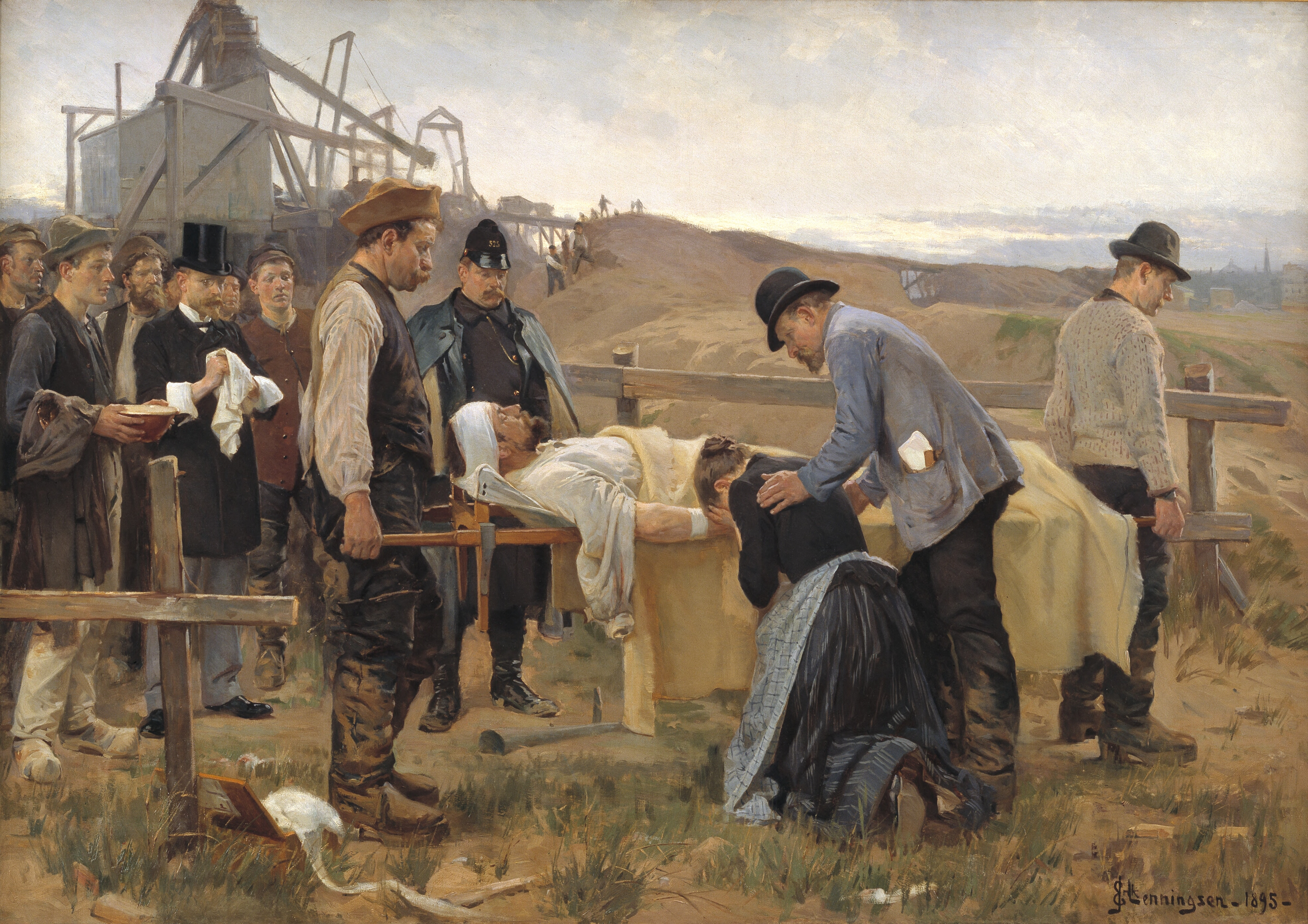
Peinture d’Erik Henningsen Un ouvrier blessé (« En såret arbejder ») à la Statens Museum for Kunst, Danemark.

Pour les articles homonymes, voir AT.
L'accident du travail est un accident survenant dans le cadre de l'exercice d'une profession.

## Définition
La définition exacte d'un accident du travail dépend principalement des législations en vigueur des différents pays. Cette notion est parfois difficile à qualifier, par exemple :
- dans le cas de travail à domicile (part professionnelle, part domestique) ;
- dans le cas de déplacement professionnel de plus d'une journée (cas d'accident survenu à l'hôtel par exemple) ;
- dans le cas d'accident survenu sur le trajet menant au lieu de travail (trajet direct habituel ou trajet particulier) ;
- dans le cas de malaise sur le lieu de travail dû à une pathologie indépendante du travail.

## Prévalence
Selon les chiffres publiés en 2020 par l’Organisation internationale du travail (OIT), ce sont environ 2,78 millions de personnes qui meurent chaque année dans le monde du travail des suites d’accident ou de maladie professionnelle et 374 millions de personnes sont victimes d’accidents non mortels :
- environ 360 000 meurent d'accidents à proprement parler ;
- environ 1,95 million meurent de maladies professionnelles incurables.

D'après l'OIT, les secteurs à risque pour les travailleurs et les travailleuses sont principalement l'agriculture, la construction et les mines, et ce pour les pays en développement et pour les pays industrialisés.
Dans les pays industrialisés, les travailleurs du bâtiment sont les plus exposés (risque trois à quatre fois plus élevé de mourir d’un accident du travail par rapport à la moyenne de l'ensemble des salariés). Plus de 651 000 décès sont en moyenne déclarés chaque année comme directement induits par des substances dangereuses. Le mauvais enregistrement de ces accidents dans de nombreux pays fait que ce chiffre est fortement sous-évalué selon l’OIT (l'amiante, par exemple, cause encore environ 100 000 morts/an avec une aggravation régulière du nombre de morts).
Ces accidents ont un coût socioéconomique élevé, évalué par l'OIT en 2009 à 1 250 milliards de dollars par an (coûts directs et indirects), soit plus de 2 % du Produit Intérieur Brut mondial annuel. L'OIT craint que la crise économique n'empire encore la situation. L'OIT constate par ailleurs que les travailleuses sont proportionnellement plus exposées en raison de normes SST et de seuils ou limites d’exposition aux toxiques souvent établis pour des populations masculines et des tests en laboratoire. Une « Journée mondiale pour la santé et la sécurité au travail » se déroule chaque année, sous l'égide de l'ONU (OIT) le 28 avril, depuis 1996.
Selon des prestataires de l'OSHA, en dépit de données statistiques peu fiables, la littérature par diverses méthodes scientifiques fait ressortir que les accidents du travail restent un enjeu important pour les coûts directs et indirects comme pour l'impact intangible sur la qualité de vie. Le couts est estimé entre 1 % et 4,8 % du PIB, avec 3,4 milliards GBP en 2010/11 (hors cancers professionnels) au RU, 60,6 milliards AUD en 2008/2009 en Australie, 12,7 milliards EUR en 2001 aux Pays-Bas.
La grande majorité des victimes d'accidents mortels du travail au Royaume-Uni sont des hommes,.

## Diversité des législations nationales

### Accident du travail au Canada

#### Accidents du travail au Québec
En droit québécois, les accidents du travail sont régis par la Loi sur les accidents du travail et les maladies professionnelles.

### Accident du travail en Europe
En 2014, dans l'UE-28 (y compris Royaume-Uni) les accidents de travail entrainant au moins quatre jours civils d'absence au travail se dénombrent à environ 3,2 millions d'accidents non mortels auxquels s'ajoutent 3 739 accidents mortels.
Les statistiques d'Eurostat sur l'UE-27 ont montré une baisse de 20 % des accidents du travail sur la période 2002-2006.
Sur la période 2007-2012, les objectifs ont ambitionné une baisse de 25 %,,.
Le rapport Willmott a critiqué la stratégie de santé et de sécurité au travail pour 2007-2012, notamment en raison de l’absence d’objectifs de réduction des maladies professionnelles, ou d'une absence de moyens concrets, notamment financiers[réf. non conforme]. En effet, en l'absence de mesures préventives, une diminution du nombre d’accidents du travail résulte aussi de réductions ou disparitions d'emplois dangereux (mines, bâtiment, bûcheronnage...).
Toutefois, l'atteinte de ces objectifs n'a pas pu être mesuré en raison de la faiblesse et des lacunes des données d'Eurostat dans le domaine.
Une de ces actions consistait à la mise à disposition de « données statistiques fiables, à jour et comparables sur les accidents et les maladies liés au travail, les expositions professionnelles et la mauvaise santé liée au travail ».
En raison de la difficulté à fixer des objectifs chiffrés en l'absence de chiffre, la commission a choisi de ne pas avoir d'objectif sur la période 2014-2020.
L'agence d’information de l’Union européenne en matière de sécurité et de santé au travail est l'EU-OSHA.
L'Agence européenne de Bilbao a été créée en 1994, pour devenir opérationnelle en 1999.
En 2018, 2954 travailleurs — mais 3181 en comptant le Royaume-Uni — dont 2832 hommes et 122 femmes sont tués dans un accident du travail. La France est le pays de l'Union européenne qui compte le plus de personnes qui se tuent pour le travail avec 530 accidents de travail.
En 2018, 2 495 088 travailleurs ont perdu quatre jours par arrêt de travail. La France est le deuxième contributeur européen avec 490 562 accidents de travail de plus de quatre jours après l'Allemagne qui compte 723 704 accidents de travail de plus de quatre jours.

### Accident du travail en France
Dans un contexte de désindustrialisation et d'amélioration générale de la sécurité, le nombre d’accidents du travail diminue régulièrement, notamment de 2005 à 2010 note la DARES, notamment dans les secteurs concurrentiels, en raison d'un ralentissement de l'activité économique avec toutefois un minimum en 2009 suivi d'une légèrement augmentation de 2009 à 2010. Les personnes à risque sont des ouvriers, jeune et de sexe masculin. Ce risque n'a pas diminué pour les femmes.
Chaque année en France, plus de 500 personnes meurent d’un accident sur leur lieu de travail. En prenant en compte les maladies professionnelles, 1 100 personnes sont mortes en 2018. Des suicides peuvent également être provoqués par des motifs relatifs au travail de la personne, mais ils ne sont généralement pas comptabilisés comme accidents du travail.
La construction reste en 2010 le secteur le plus exposé, même si le risque d’accident du travail y a diminué davantage que la moyenne entre 2005 et 2010.
L'article L. 411-1 du code de la sécurité sociale définit ainsi l'accident du travail :

« Est considéré comme accident du travail, quelle qu’en soit la cause, l’accident survenu par le fait ou à l’occasion du travail à toute personne salariée ou travaillant, à quelque titre ou en quelque lieu que ce soit, pour un ou plusieurs employeurs ou chefs d’entreprise. »

L'accident du travail peut aussi se produire durant :
- un déplacement professionnel, dans ce cas on parle parfois d'accident de mission ;
- le trajet entre le domicile du travailleur et le lieu habituel de travail. Dans ce cas il s'agit d'un accident de trajet[21].

L'indemnisation des accidents du travail sur une base forfaitaire a été rendue possible par la Loi du 9 avril 1898 sur l'indemnisation des accidents du travail.
Même en cas d'accident mortel, les dirigeants d’entreprises font rarement l'objet d'une condamnation en Justice, dissimulés derrière un système de sous-traitance pour échapper à leurs responsabilités. À peine 2 % des employeurs écopent de peines de prison, généralement avec sursis. Les rares condamnations se limitent à une amende. D'après Jean-Paul Teissonnière, spécialiste du droit pénal du travail, « Pour un juge, un patron, qu’il peut croiser aux vœux annuels du préfet, n’est pas la figure habituelle du délinquant », ce qui contribuerait à expliquer la mansuétude qu'il manifestent à leur égard.
En France, 633 000 accidents de travail se sont produits en 2018. Le risque du déplacement routier est la première cause de mortalité liée au travail et coûte six millions d'arrêts de travail[réf. non conforme].
En France, les accidents du travail sur route représentent 14 % de la mortalité routière[réf. non conforme]. En 2019, 406 personnes ont été tuées sur la route pour un déplacement lié au travail. Ce déplacement risqué reste la première cause de mortalité professionnelle, sous-estimée par les employeurs qui ne sont que 22 % à savoir qu'il s'agit de la première cause de mortalité. 51 % des entreprises du bâtiment et 34 % des entreprises de services ont inscrit le risque routier au document unique.

### Accident du travail aux États-Unis
Aux États-Unis, où la sécurité au travail est réglementée au niveau fédéral par l'Occupational Safety and Health Administration, on parle de workers’ compensation : au début du XXe siècle, la plupart des États, ainsi que l'État fédéral, mirent en place des lois sur la compensation des travailleurs, qui permettaient l'indemnisation forfaitaire de la victime en échange d'un abandon de ses droits à porter plainte pour « négligence ». L'État du Maryland fut le premier, en 1902, à promulguer une telle loi, suivi en 1906 par l'État fédéral, compétent pour la fonction publique fédérale. La Cour suprême valida ce système, analogue à la loi française de 1898, dans New York Central Railroad v. White (1917).
Chaque État est doté d'une agence chargée de la réglementation en ce domaine, de la surveillance des conditions de travail et du respect des normes de santé et de sécurité, ainsi que la surveillance des différents dispositifs, mixtes (public/privé), d'assurances sociales (cf. par ex. Virginia Workers' Compensation Commission (en)). Douze États ont des fonds publics d'indemnisation, le plus important étant le State Compensation Insurance Fund (en) de Californie. Le Dakota du Nord, l'Ohio, l'État de Washington et le Wyoming font exception en ce que le fonds public d'indemnisation est exclusif de toute assurance privée. Les autres États effectuent des mixtes[Quoi ?].
Par ailleurs, le Merchant Marine Act of 1920 et le Federal Employers Liability Act (en) (FELA) prévoient des dispositions spécifiques pour les marins et les cheminots. Le FELA, qui ne s'applique qu'aux employés de compagnies ferroviaires, exige notamment des accidentés qu'ils fassent la preuve de la négligence à l'origine de l'accident. Ce dispositif qui fait peser la charge de la preuve sur les victimes d'accidents du travail est compensé par une indemnisation supérieure au régime général, si la négligence est reconnue.
Enfin, à la suite notamment de l'accident minier de Massey Energy en avril 2010, le Dodd-Frank Act de juillet 2010 prévoit une enquête de la Securities and Exchange Commission (SEC) sur la sécurité des mines et le nombre d'accidents du travail.

#### État de New York
Dans l'État de New York, la loi sur la compensation des travailleurs a été modifiée en mars 2007, en étendant le nombre d'accidents considérés comme pertinents, tout en supprimant les indemnisations à vie en cas d'incapacité permanente « partielle ». Les honoraires fixés par l'avocat consulté doivent être autorisés et confirmés par le juge.[réf. nécessaire]

### Accident du travail au Maroc
Le Dahir n° 1-60-223 du 12 ramadan 1382 (6 février 1963) portant modification en la forme du Dahir du 25 hija 1345 (25 juin 1927) relatif à la réparation des accidents du travail, définit les accidents du travail comme ceux dont sont victimes les personnes appartenant aux catégories définies aux articles 7 à 12 du même Dahir, et qui donnent droit au profit de la victime ou de ses représentants à une indemnité à la charge de l'entreprise ou de l'employeur, si ces accidents sont survenus par le fait ou à l'occasion du travail.
Ce Dahir, institue une procédure qui devrait être suivie en cas de survenance de l'accident du travail, comportant l'information de l'employeur, la déclaration par l'employeur, son préposé ou la victime de l'accident auprès des autorités compétentes, l'enquête judiciaire menée par le juge de première instance, à l'issue de laquelle une décision statuant sur les indemnités dues par l'employeur ou son assureur au profit de la victime.

### Accident du travail en Suisse
Qu’il soit considéré comme dû au hasard, comme un aléa prévisible de certaines activités professionnelles, ou comme conséquence directe des formes contemporaines d’organisation du travail, l’accident du travail n’est que la face visible des atteintes à la santé dues au travail. Une recherche menée en Suisse montre que le traitement social particulier dont l’accident fait l’objet est à mettre en relation avec les raisons qui expliquent l’émergence et le développement de l’assurance accidents, c’est-à-dire la suppression d’un éventuel conflit de classe sur la responsabilité de l’accident. Le développement assurantiel permet en effet de déplacer le conflit entre patronat et classe ouvrière, potentiellement dangereux pour l’ordre capitaliste, du terrain collectif et politique vers le terrain personnel et administratif.

## Indemnisation des victimes
En cas d’accident du travail, le jour où se produit l'accident est intégralement payé par votre employeur et par la suite afin de compenser le manque de salaire durant cette période, la victime a le droit de percevoir des indemnités journalières à l’initiative de son régime d’assurance maladie prévue à l'article L. 321-1 du Code de la Sécurité Sociale. Les indemnités journalières sont versées par l’organisme de sécurité sociale de la victime (CPAM : Caisse primaire d'assurance maladie, MSA : Mutualité sociale agricole) à partir du 1er jour qui suit l'arrêt du travail, sans délai de carence : période qui se déroule entre l'ouverture d'un droit et le versement des prestations liées à ce droit. Toutefois, cette indemnité est tenue par certaines conditions. Pour un salarié payé par mensualité, la CPAM déterminera un salaire journalier de référence calculé sur la base du salaire brut de la victime. Toutefois, le salaire perçut par la victime ne pourra dépasser 343,07 euros cela jusqu’au 28e jour d’arrêt. À partir du 29e jour d’arrêt les indemnités journalières correspondent à 80 % du salaire journalier de référence et sont ainsi plafonnées à 274,46 €.
L’employeur de la victime, peut lui aussi, apporter sa contribution en versant une indemnité complémentaire si la victime répond aux conditions suivantes :
- Justifier d’un an d’ancienneté dans l’entreprise
- Ne pas être un salarié à domicile, saisonnier, intermittent ou temporaire.
- Informer l’employeur dans les 48 heures suivants son accident au travail
- Bénéficiez des indemnités versées par la caisse d’assurance maladie
- Être soigné en France ou dans un pays faisais partie de l’union européenne

Un décret en Conseil d’État détermine les formes et conditions de la contre-visite que l’employeur est en droit de demandé. Le taux, les délais et les modalités de calcul de l'indemnité complémentaire sont déterminés par voie réglementaire.

### Octroi d'aides complémentaires aux victimes
Il existe, en plus des transferts sociaux, différentes aides selon de taux d'incapacité permanente partielle (IPP) de la victime de l'accident du travail.
- La rente en capital pour une incapacité permanente partielle inférieure à 10 %. Cette rente est versée en une seule fois.
- La rente viagère pour la victime d'incapacité permanente partielle supérieure à 10 %, pour les ayants droit en cas de décès de la victime.

## Lutte contre les accidents du travail

### Promotion de la prévention

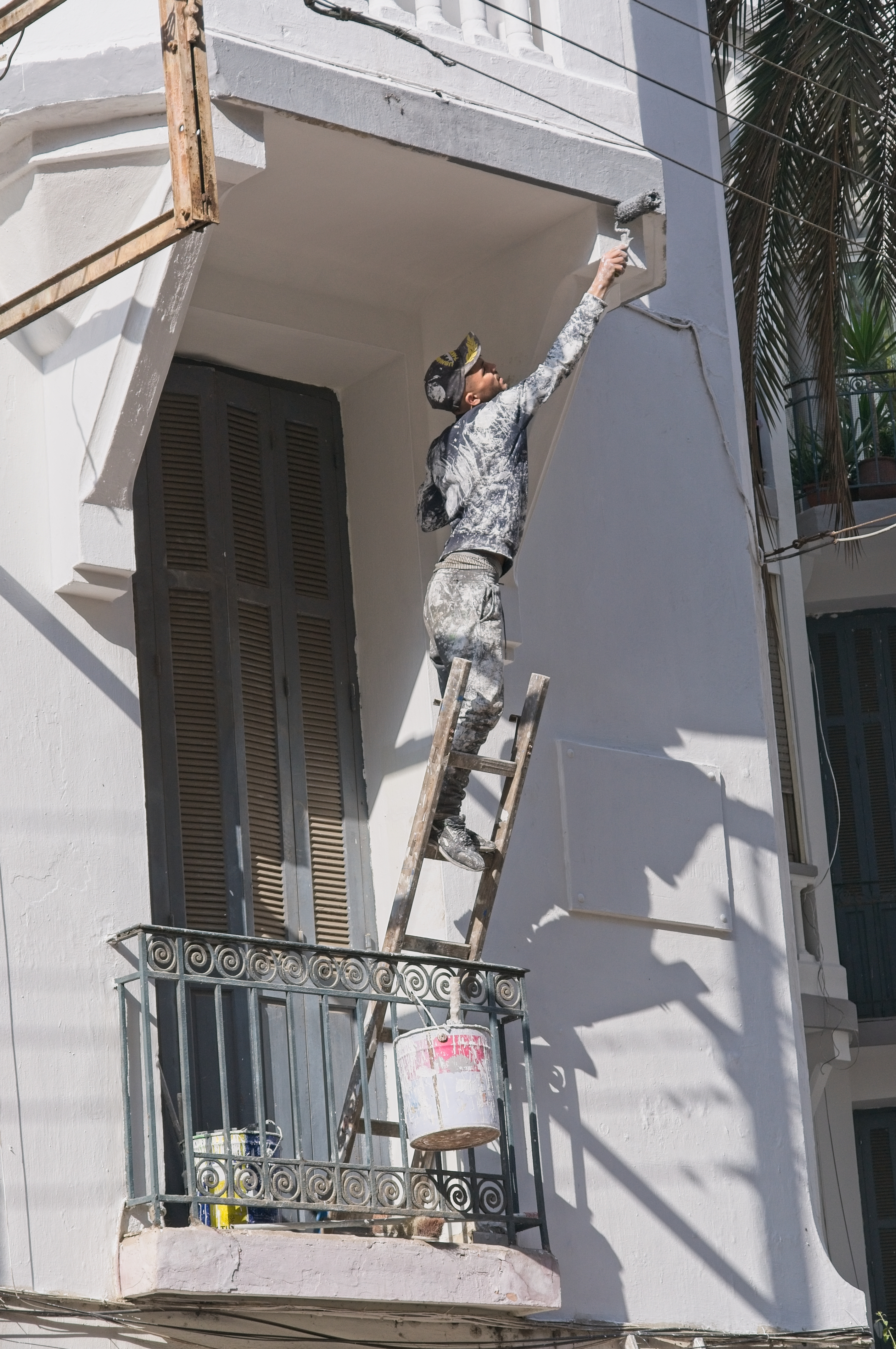
Un ouvrier marocain repeint un mur sur une échelle sans aucune sécurité à Casablanca le 7 janvier 2023

Selon la directive-cadre européenne 89/391/CEE, la prévention des risques d'accidents du travail ou de maladies professionnelles suit les principes suivants :
- Éviter le risque ;
- Évaluer les risques qui ne peuvent être évités ;
- Combattre le risque à la source ;
- Adapter le travail à l'Homme ;
- Tenir compte de l'évolution de la technique ;
- Remplacer ce qui est dangereux par ce qui l'est moins ;
- Planifier la prévention ;
- Prendre des mesures de protection collective avant les mesures de protection individuelle ;
- Donner des instructions appropriées aux travailleurs.

Ces principes généraux de prévention ont été transcrits dans le Code du travail.
Le législateur entend également étendre le rôle de l'inspecteur du travail lequel est désormais obligatoirement informé en cas d'accident mortel.
On voit donc que l'esprit de ces textes vise à inciter d'abord à supprimer ou réduire l'exposition au danger, ensuite maîtriser au mieux les risques résiduels, et seulement enfin protéger les travailleurs au moyen de protections collectives ou individuelles. Dans tous les cas, les instructions appropriées aux travailleurs restent naturellement nécessaires.
Par exemple :
1. On évitera de travailler en hauteur lorsque ce n'est pas indispensable ;
2. Lorsqu'il est impossible de faire autrement on mettra en place des garde-corps, des filets etc. assurant une protection collective ;
3. Lorsqu'il est impossible de mettre en place ces protections collectives on fournira aux travailleurs des équipements de protection individuelles, par exemple un harnais muni d'une longe, d'un absorbeur de chocs et en veillant à ce qu'il existe un point d'ancrage suffisamment résistant ;
4. Dans tous les cas les travailleurs doivent être formés aux risques spécifiques et aux mesures à prendre en cas d'accident.

Ceci implique de connaître les risques liés au travail. Un des points importants est donc l'évaluation des risques (le document unique en France est à ce titre obligatoire). Le retour d'expérience permet de l'enrichir et de mettre en œuvre une démarche de progrès structurée, à travers des actions du type :
1. recenser les accidents ayant eu lieu dans l'entreprise, dans la branche d'activité (veille) ;
2. analyser les causes de l'accident (arbre des causes) ;
3. réfléchir à des solutions ;
4. prendre les mesures en conséquence (formation, adaptation de l'outil, des tâches…).

En France, une base de données nationale recense plus de 19 000 cas d'accidents du travail survenus depuis 1990 pour des salariés du régime général de la Sécurité Sociale (accidents mortels, graves, ou significatifs pour la prévention).
Pour les tâches à risque, cela passe notamment par la définition de procédures systématiques à suivre. Cette démarche permet en effet d'atténuer les risques d'erreur humaine (oubli, mauvaise appréciation de la situation). Cependant, il faut prendre en compte le fait que l'utilisation de procédures a tendance à diminuer la capacité d'analyse et d'initiative, et, surtout, ne doit pas occulter la nécessaire analyse de l'écart entre le prescrit et le réel.
Le poste de travail devient aujourd'hui un milieu standardisé, banalisé, sécurisé, ou l'acte moteur se déroule très souvent dans un milieu immobilisé. Le comportement y est très souvent automatisé avec des stéréotypes moteurs très forts, l'accident y est, alors, peu fréquent, mais parfois grave. Comme le souligne Michel Gendrier, c'est dans la périphérie du poste de travail que l'accident est le plus fréquent. C'est dans cette direction que la prévention doit intervenir.
Les mesures de protection constituent en général une contrainte : contrainte financière, tâche supplémentaire (aller chercher le matériel, l'installer, s'équiper), confort du travail (chaleur sous un casque, dextérité avec des gants…). Pour que ces mesures soient respectées, il faut donc étudier la manière de travailler, l'ergonomie, adapter la procédure à ces équipements, et contraindre l'utilisation (sanction pour l'employeur ne mettant pas à disposition les dispositifs et n'exerçant pas sa surveillance ; sanction pour l'employé refusant de mettre en œuvre les équipements). La jurisprudence française a dans ce cadre commencé à reconnaître la faute inexcusable du salarié, qui bien que disposant de tous les moyens de protection adéquats n'a pas respecté les consignes de sécurité.
En ce qui concerne la manière de travailler, il convient de :
- réfléchir avant d'agir ;
- préparer tout le matériel nécessaire avant d'effectuer la tâche ;
- agir en concertation (travail en équipe) ;
- surveiller l'environnement ;
- se prévenir du danger ;
- penser à un itinéraire ou une zone de repli ou d'évacuation ;
- garder le contact entre les membres de l'équipe, avec les responsables ;
- respecter les procédures opérationnelles ;
- réaliser la mission ;
- rendre compte.

### Vers la reconnaissance du devoir de vigilance?
Consécutivement à la catastrophe du Rana Plaza (dans la ville de Dacca au Bangladesh) survenue le 24 avril 2013 chez un sous-traitant de l'industrie textile travaillant pour l'exportation et a occasionné la mort de 1 129 victimes à la suite de l'effondrement d'un immeuble manifestement défectueux, de nombreuses associations militent pour que soient reconnus sur le plan juridique le principe de « responsabilité pour défaut de vigilance » et consécutivement le droit à réparation à l'encontre des donneurs d'ordre en cas d'accidents du travail survenus au sein de leurs filiales à l'étranger ou chez leurs sous-traitants.